# Løgtingswahl 2011
- Republikaner: 6
- Sozialdemokraten: 6
- Selbstverwaltungspartei: 1
- Fortschritt: 2
- Unionisten: 8
- Zentrumspartei: 2
- Volkspartei: 8

Die Løgtingswahl 2011 auf den Färöern fand am 29. Oktober des Jahres statt. Es war die 18. Wahl seit Erlangung der inneren Selbstverwaltung (heimastýri) im Jahr 1948.
Gewinner dieser Wahl waren der unionistische Sambandsflokkurin und der konservative Fólkaflokkurin, die jeweils einen Sitz hinzu gewinnen konnten. Größte Partei wurde der Sambandsflokkurin des Ministerpräsidenten Kaj Leo Johannesen.
Klarer Verlierer dieser Wahl war der linksrepublikanische Tjóðveldisflokkurin, der zwei Sitze verlor. Der sozialdemokratische Javnaðarflokkurin verlor zwar prozentual leicht, musste aber keinen Sitz abgeben. Auch die beiden kleineren Parteien, der Miðflokkurin und der Sjálvstýrisflokkurin, zählten zu den Verlierern dieser Wahl und verloren wieder die Sitze, die sie in der vorangegangenen Wahl dazugewonnen hatten.
Einzige neue Partei war der Framsókn („Fortschrittspartei“) von Poul Michelsen, der auf Anhieb zwei Abgeordnetensitze erringen konnte.
Kaj Leo Johannesen konnte aufgrund des Ergebnisses seiner Partei weiterhin Ministerpräsident bleiben. In seiner zweiten Landesregierung wurde jedoch der Javnaðarflokkurin als Koalitionspartner durch den Sjálvstýrisflokkurin und den Miðflokkurin ersetzt.

## Ergebnisse der Løgtingswahl vom 29. Oktober 2011
An der Wahl beteiligten sich sieben Parteien. Erstmals in der Geschichte des Løgtings wurden 33 Abgeordnetensitze vergeben.
| Partei                   | Stimmen | Prozent | Sitze |  |
| ------------------------ | ------- | ------- | ----- |  |
| B – Sambandsflokkurin    | 7,546   | 24.7    | 8     |  |
| A – Fólkaflokkurin       | 6,883   | 22.5    | 8     |  |
| E – Tjóðveldisflokkurin  | 5,589   | 18.3    | 6     |  |
| C – Javnaðarflokkurin    | 5,428   | 17.8    | 6     |  |
| F – Framsókn             | 1,933   | 6.3     | 2     |  |
| H – Miðflokkurin         | 1,883   | 6.2     | 2     |  |
| D – Sjálvstýrisflokkurin | 1,290   | 4.2     | 1     |  |
| Gesamt                   | 30.552  | 100     | 33    |  |